# Giovanni Barbagallo
Pour les articles homonymes, voir Barbagallo.
Giovanni Barbagallo (né le 1er juin 1952 à Trecastagni) est un homme politique italien du Parti démocrate.
Il remplace Francesca Barracciu comme député européen en mars 2014 pour terminer son mandat.